# إنكيشوش
إنكيشوش أو إنكيشوس (في أواخر الألفية الثالثة قبل الميلاد) كان أول جوتي حاكم من سلالة جوتيان وقد تم ذكره في قائمة ملوك سومر .    وفقًا لهذه القائمة، كان خليفة لـ إمتا. ثم خلفه الحاكم سرلاب.
| سبقه إمتا | ملك سومر أواخر 3000 قبل الميلاد | تبعه سارلاغاب |